# Iconodiagnostic
Un iconodiagnostic (ou icono-diagnostic) est un diagnostic médical établi en examinant la représentation picturale d'un humain (dessin, gravure, peinture, sculpture).

La Fornarina, un tableau peint en 1518-1519 et attribué à Raphaël.

Un exemple célèbre est le diagnostic d'une tumeur cancéreuse chez Margherita Luti, une jeune femme dont le portrait est attribué à Raphaël. Sous son sein gauche on distingue une légère rétractation, un pincement signalant la présence de la tumeur qui devait l'emporter peu de temps après l'achèvement du tableau (1519).

## Histoire
Les premiers iconodiagnostics datent de la fin du IXe siècle, mais le concept et le terme (iconognasosis en anglais) ne sont introduits qu'en 1983, dans une démonstration par le psychiatre Anneliese Pontius de la présence ancienne du syndrome de Crouzon dans les îles Cook. À partir de 1998, Irwin M. Braverman emploie l'iconodiagnostic à l'université Yale comme outil pédagogique pour la reconnaissance des pathologies cutanées,.
Le développement des iconodiagnostics est devenu une discipline à part entière ; en 2023 on comptait 3 700 publications biomédicales de ce type depuis 1920, dont les trois quarts depuis 1990.

## Problèmes méthodologiques
Pour être fiable un iconodiagnostic nécessite la collaboration de médecins et d'historiens de l'art, afin de ne pas interpréter comme des symptômes des anomalies dues à des parti-pris stylistiques. On a par exemple diagnostiqué à tort des problèmes rhumatologiques chez des personnages des XVe et XVIe siècles alors que la représentation des articulations résultait du maniérisme de l'époque. D'autres diagnostics ont été posés à tort au vu d'anomalies dues en fait à un artéfact, par exemple celui d'un ictère au visage et aux mains de la Mona Lisa de Léonard de Vinci par mésinterprétation du jaunissement du vernis. Des principes méthodologiques ont été développés afin d'éviter ce genre d'erreurs.